# Château Giscours
Le château Giscours est un domaine viticole du Médoc en Gironde de 300 hectares situé à Labarde, près de Margaux dont il a l'appellation d'origine contrôlée. Son vin de Margaux est classé troisième grand cru dans la classification officielle des vins de Bordeaux de 1855.

## Histoire
Les origines du domaine remonteraient au XIVe siècle, mais la reconnaissance du vignoble par acte de vente date de 1552. À la Révolution française, la propriété, un bien de la maison de Rouvroy de Saint-Simon. Claude-Anne de Rouvroy, marquis, puis duc de Saint-Simon, maréchal de camp et député de la noblesse de l'Angoumois aux États généraux de 1789 émigre et le château est vendu comme bien national.
La propriété moderne est véritablement créée par Marc Promis, qui élargit particulièrement le domaine (près de 200 hectares, dont 50 en vignes), fait construire l'actuel château, se composant de l'imposante demeure, d'écuries, de pressoirs, de chais et de cuviers (1825-1835). 
C'est en 1847 que Jean-Pierre Pescatore, grand banquier parisien, modifie profondément le domaine en reconstruisant le château actuel et les bâtiments agricoles,. En 1875, Edouard Cruse (1824-1890), nouveau propriétaire fait aménager le parc par le paysagiste Eugène Bülher et fait construire par les architectes Duphot, père et fils, une ferme-modèle dénommé « Ferme Suzanne » en l'honneur de sa femme née Suzanne Baour (1838-1881).
L'attribution du classement de 1855 assied la notoriété de Giscours. De nombreux propriétaires se succèdent au XXe siècle, jusqu'au rachat de Giscours par Nicolas Tari en 1952, qui modernise l'exploitation et lui donne de l'ampleur. Son fils Pierre lui succède en 1970 et poursuit l'effort de modernisation.

Illustrations du château Giscours au XIXe siècle
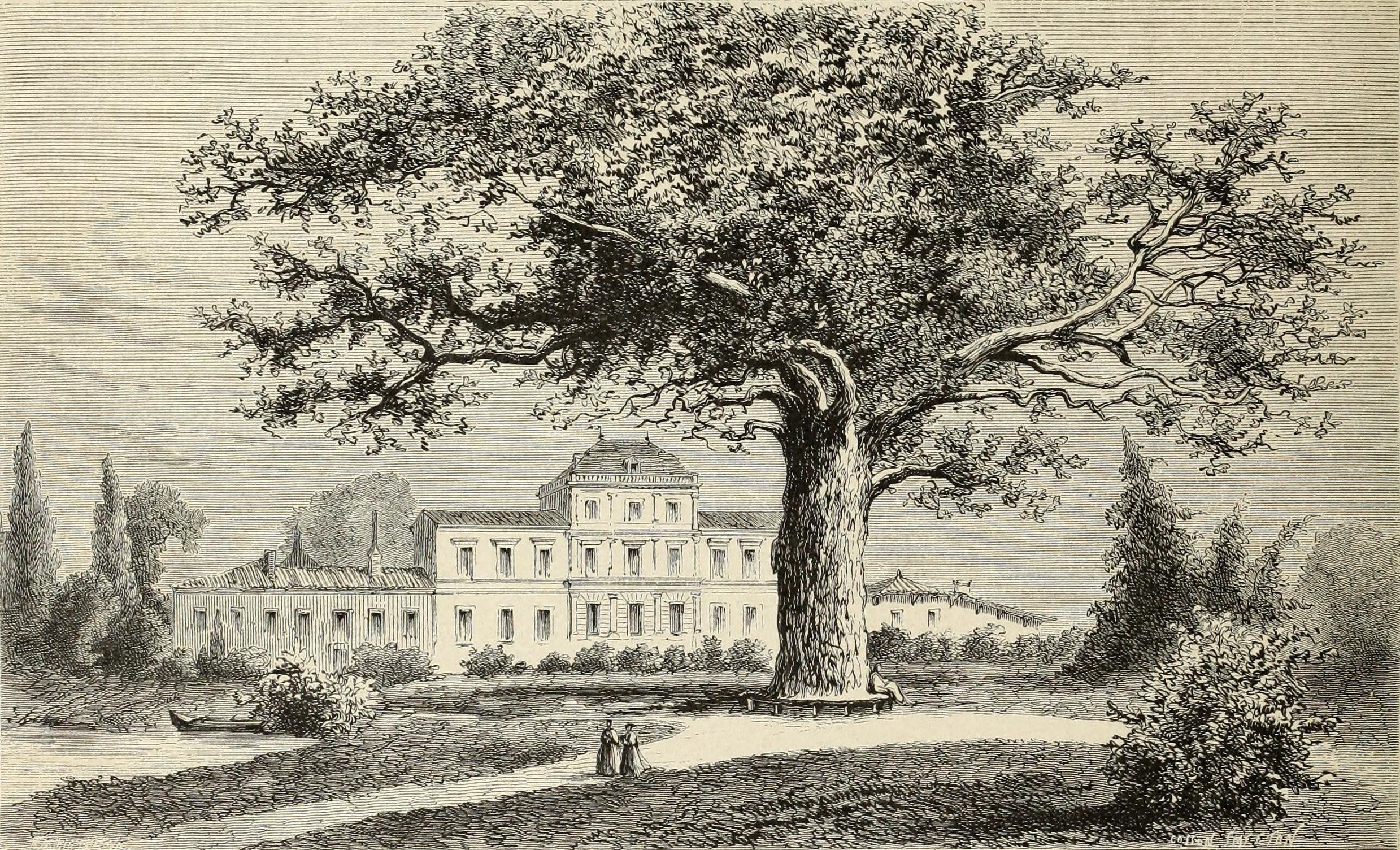
En 1868.
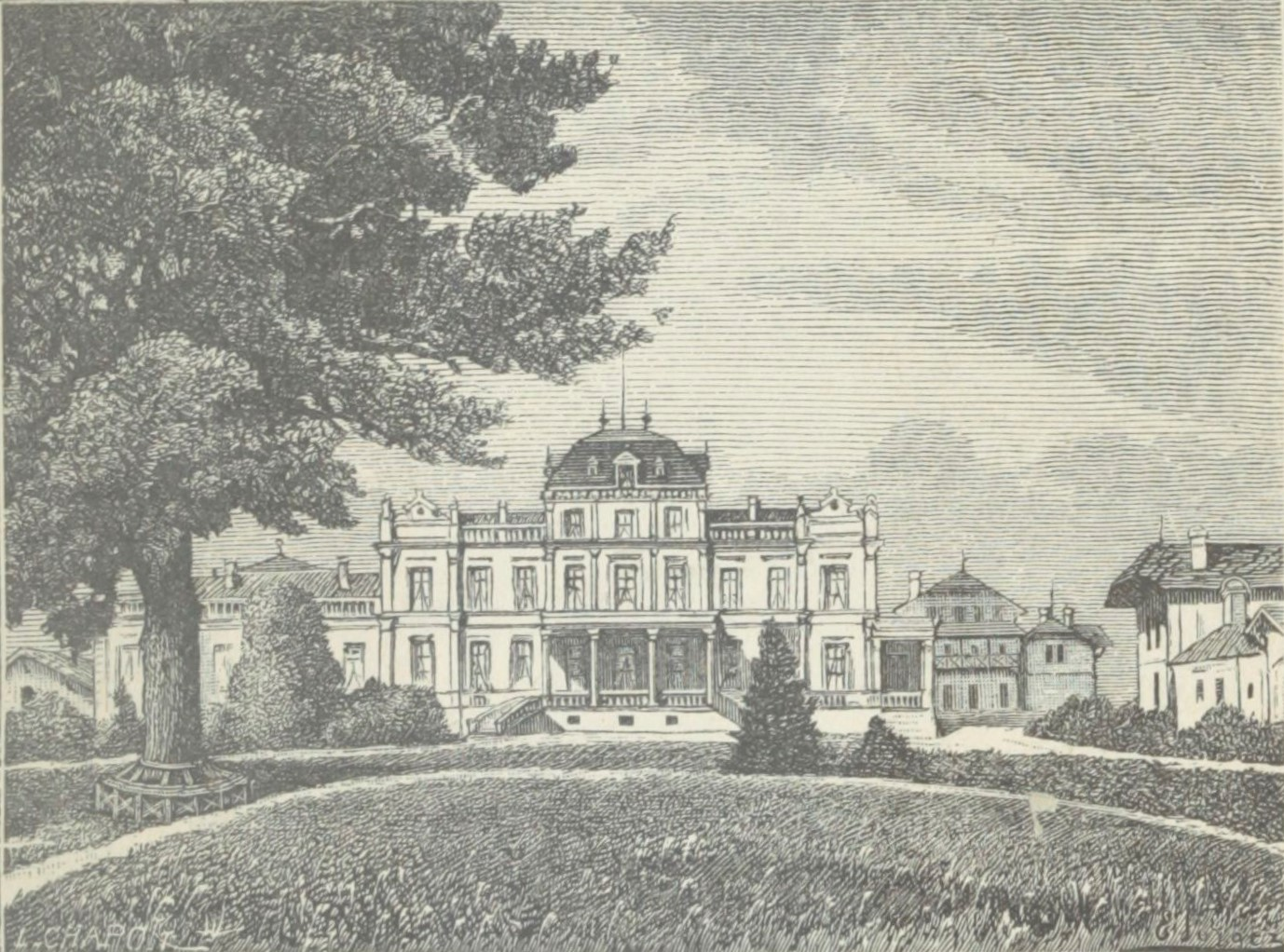
En 1898.

Le droit d'exploitation du domaine est revendu en 1993-1994 (les terres sous forme de Groupement foncier agricole restant la propriété de la famille Tari) à l'investisseur Eric Albada-Jelgersma, un homme d'affaires néerlandais, commencent alors une série de problèmes judiciaires (contestation des conditions de la vente par la famille Tari) et financiers. Le « scandale Giscours » éclate en 1998 avec la révélation de pratiques illégales de mélanges de cuves et de millésimes par les responsables de la propriété, notamment sur les millésimes 1995 et 1996. Pour faire face à ce scandale, Giscours prend alors des mesures drastiques avec un changement d'équipe avec l'accord d'Eric Albada-Jelgersma. Il obtient la certification ISO 9002 en 2001 en gage de garantie, et retrouve le rang qualitatif qui était le sien auparavant.
Le château, des dépendances et le parc sont inscrits au titre des monuments historiques en 2011.
En 2023, le groupement forestier agricole qui détenait la majorité des terres de Château Giscours est mis en liquidation par la famille Tari. L'ensemble des actifs du groupement sont rachetés par la famille Albada Jelgersma et réunis dans la société d'exploitation du domaine.

## Vignoble
Le vignoble est exploité sur 95 ha en production sur quatre types de graves grosses et moyennes réparties sur quatre croupes (collines) distinctes. L'encépagement actuel du domaine est en cabernet-sauvignon à 60 %, en merlot à 32 %, complété par 5 % de cabernet franc et 3 % de petit verdot[réf. nécessaire]. La densité des vignes est très forte (de 8 300 à 10 000 pieds à l'hectare), avec un âge moyen de 40 ans pour plus d'un quart d'entre elles.

## Vins

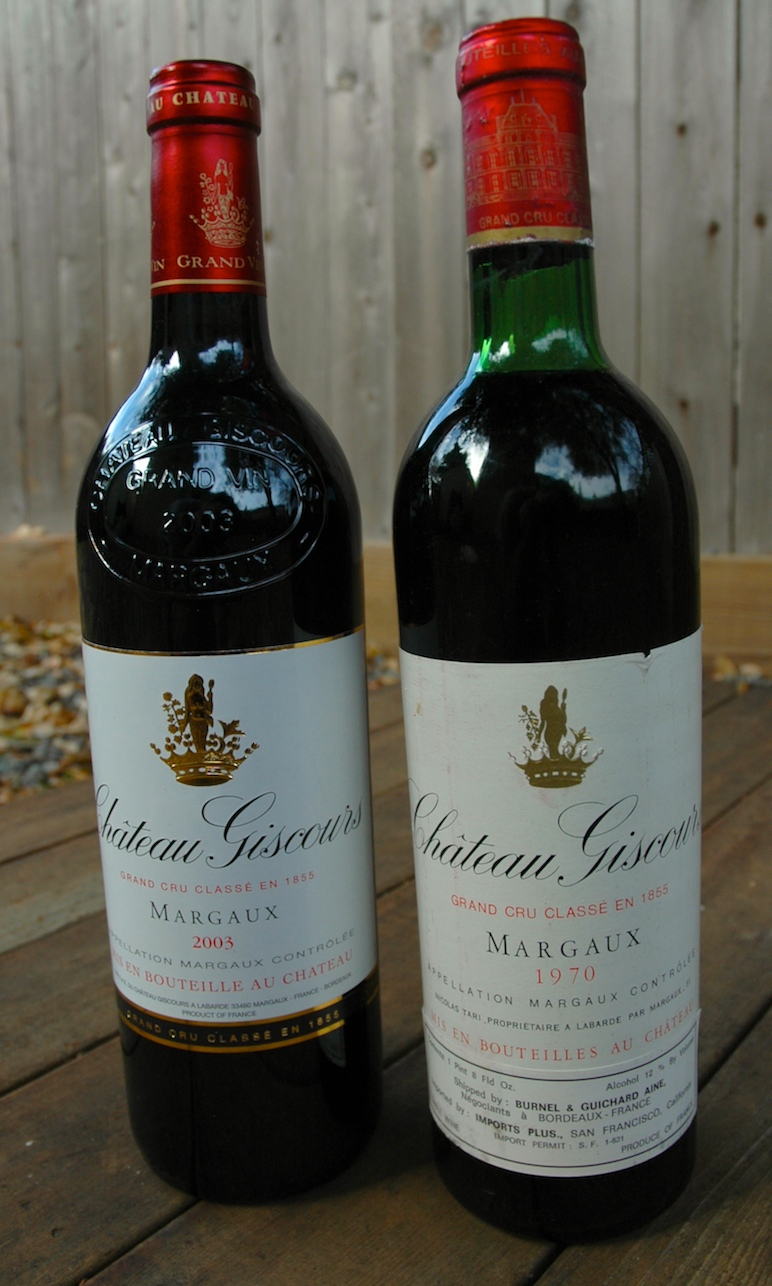
Deux millésimes parmi les meilleurs du Margaux Château Giscours 1970 et 2003.

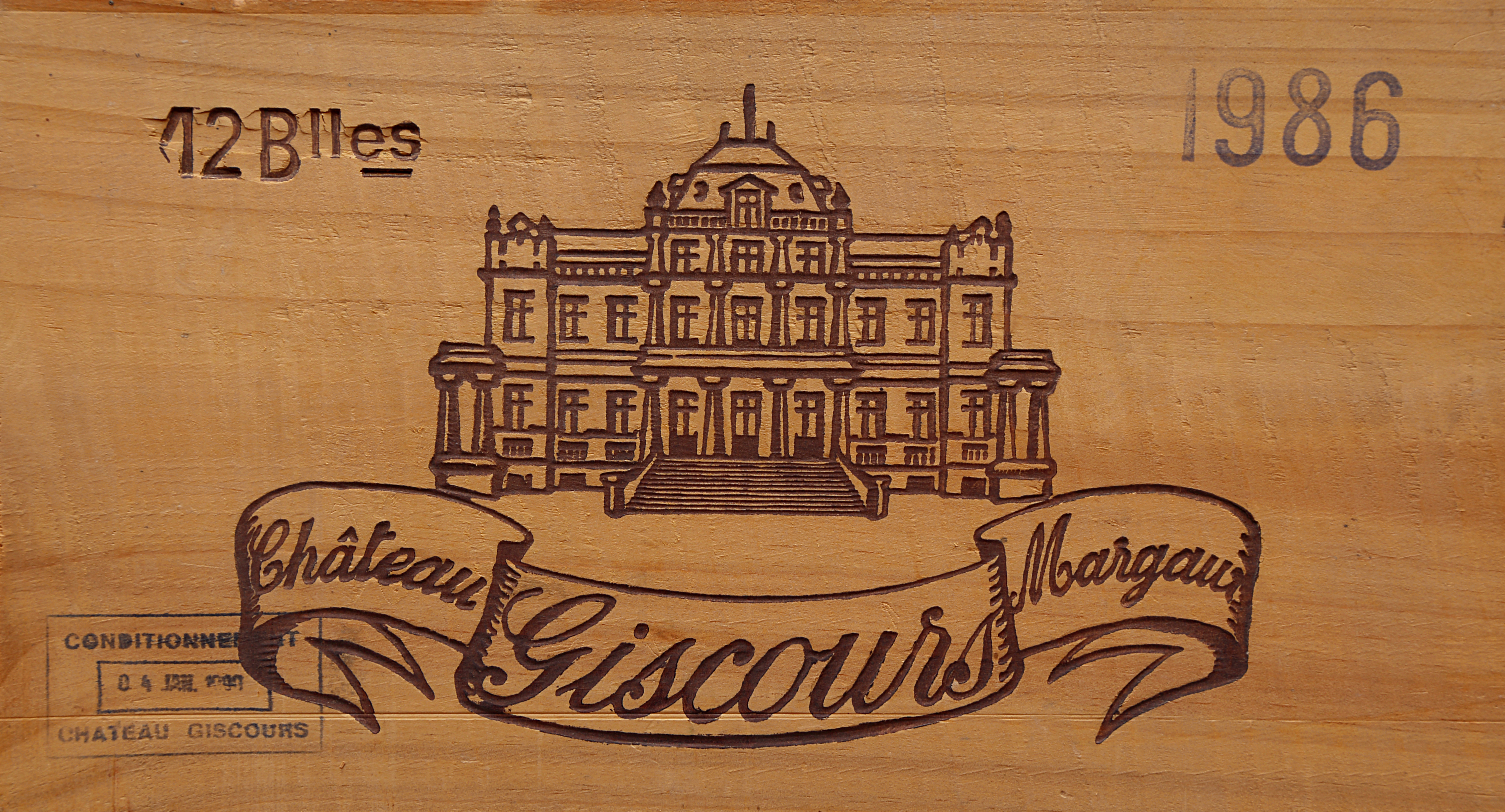
Partie d'une caisse de Château Giscours 1986.

L'élevage se fait pendant 16 à 18 mois en barriques avant l'assemblage. Alors qu'historiquement l'assemblage du premier vin était dominé à 60 % par du merlot, depuis 1995 diverses évolutions (climatiques et choix œnologique) ont inversé les proportions pour faire monter le cabernet sauvignon à 75 % et réduire le merlot à seulement 20 %.
Giscours produit également un second vin rouge, nommé « La Sirène de Giscours », ainsi qu'un vin rosé « rosé de Giscours ».